# Arachnogyaritus
Arachnogyaritus – rodzaj chrząszczy z rodziny kózkowatych i podrodziny zgrzypikowych.

## Zasięg występowania
Azja Południowo-Wschodnia; przedstawiciele tego rodzaju znani są z prowincji Houaphan w płn. wsch. Laosie.

## Systematyka
Do Arachnogyaritus zaliczane są 3 gatunki:
- Arachnogyaritus celestini
- Arachnogyaritus griseoatrus
- Arachnogyaritus saleuii.